# Kenny Banzer
Kenny Banzer (* 11. Februar 1986 in Zürich) ist ein liechtensteinischer Tennisspieler. 
Er begann mit vier Jahren Tennis zu spielen. Im Jahre 2000 spielte er als 13-Jähriger an den Tennis-Europameisterschaften in Turin. Weitere Europameisterschaftsteilnahmen wie etwa die U16-EM in San Remo und die U18-EM in Klosters folgten. Im Jahre 2000 spielte er mit 14 Jahren im Davis Cup in Ghana und war bis 2003 der jüngste Davis-Cup-Spieler aller Zeiten. Er gewann zwei Doppel. Er wurde Kleinstaaten-Europameister in Malta. 2002 spielte er ein weiteres Mal im Davis Cup in San Marino. Im Jahre 2004 beendete er seine 14-jährige Karriere aufgrund einer langen Krankheit und einer achtmonatigen Verletzungspause.